# Holzbach (Emscher)
Der Holzbach ist ein 7,4 km langer, orografisch rechter Nebenfluss der Emscher in Nordrhein-Westfalen, Deutschland.

## Verlauf
Der Holzbach entspringt südlich der Freiheit Westerholt, Stadt Herten, auf einer Höhe von 72 m ü. NN. Zunächst fließt der Bach in nordöstliche Richtungen. Nach rund 300 m Flussstrecke durchfließt der Bach den Taubenteich am südlichen Ortsrand von Westerholt. Anschließend wendet sich der Holzbach in einem weiten Bogen nach Südosten. Beim Verlassen von Westerholt wird ihm von links der Sienbeckbach (277239212; 1,58 km) zugeführt, dem die Südostgrenze Westerholts folgt. Er bleibt jedoch in Herten, und zwar im Gebiet der ehemaligen Bauerschaft Ebbelich und gleichzeitig des Stadtteils Mitte, während Gelsenkirchen-Resse bzw. der Resser Grenzweg in nur 30 m Entfernung flankiert wird. Von rechts bzw. dem Norden Resses aus fließt ihm bald darauf der Quellmühlenbach (277239214; 1,63 km; NSG Am Quellmühlenbach, 19,87 ha) zu. Nach rund einem weiteren Kilometer Flussstrecke mündet von links ein Nebenbach aus dem Hertener Schlosswald (277239216; 1,62 km), gleichzeitig erreicht der Bach Resse, das er am östlichen Ortsrand umfließt.
Im Südosten von Resse unterquert der Holzbach die Bundesautobahn 2. Hier wird ihm von links das Wasser des annähernd gleich starken  Resser Baches (s. U.) zugeführt. In seinem Mündungslauf fließt der Holzbach nunmehr vorrangig in südliche Richtungen, nimmt, während er die Halde Zentraldeponie Emscherbruch (120 m. ü. NHN) von Westen flankiert, von rechts noch den Graben Resser Mark 1 (277239296; 1,88 km) auf und mündet dann nordwestlich von Unser Fritz auf 39 m ü. NN rechtsseitig in die Emscher.
Bei einem Höhenunterschied von 33 Metern beträgt das mittlere Sohlgefälle des Holzbaches 4,5 ‰. Das 30,25 km² große Einzugsgebiet wird über Emscher und Rhein zur Nordsee entwässert. Real dürfte das Einzugsgebiet heute (2022) etwas kleiner sein, da zwischen dem Holzbach und seinem westlichen Nachbarn Börnchenbach noch, im Bereich Schacht Emschermulde 1, der kleine Springbach direkt in die Emscher mündet, dessen Einzugsgebiet nominell zu dem des Holzbachs gehört.

## Der Resser Bach
Der Resser Bach (2772392; 5,99 km, 13,27 km²) hat bis zu seiner Mündung knapp mehr Einzugsgebiet entwässert als der bis dahin exakt gleich lange Holzbach (12,12 km²). Er entspringt im östlichen Hertener Ortsteil Disteln. Seine wichtigsten Nebenbäche sind der Backumer Bach (277239222; 2,39 km) aus der ehemaligen Bauerschaft Backum (ebenfalls Stadtteil Disteln) von rechts und die Wambecke (keine GKZ; etwa 2,14 km) aus Stuckenbusch. Über den Backumer Bach ist der Resser Bach mit 6,97 km deutlich länger als über seinen Nenn-Oberlauf.
Der Resser Bach war früher ein eigenständiger Nebenbach der Emscher, der, dem Holzbach östlich parallel, in etwa die Stadtgrenze von Herten zum östlich angrenzenden Recklinghausen entlang floss. Er ist aber nunmehr um die Halde Hoheward (152,5 m) nördlich herum nach Westen, zum Holzbach, umgeleitet worden. Sein ehemaliger Unterlauf heißt Schellenbruchgraben (277238; 3,87 km; 4,39 km²), er umkreist, von Hochlarmark kommend, die Hoheward von Süden und flankiert dann die Halde Hoppenbruch (113 m) ostsüdöstlich.
Etwas eigentümlich erscheint die Namensgebung, da der Resser Bach, anders als der Holzbach, nie Resse durchfließt.